# Richard Hounslow
Richard John Hounslow (* 19. prosince 1981 Londýn, Anglie) je britský vodní slalomář, kajakář a kanoista závodící v kategoriích K1 a C2. Jeho partnerem v deblkánoi je David Florence.
Jako kajakář získal v závodě družstev K1 stříbrnou medaili na Mistrovství světa 2009 a bronzovou medaili na MS 2014 a ve stejné disciplíně zlato, dvě stříbra a bronz na mistrovstvích Evropy. V deblkánoi má na svém kontě jedno světové zlato (C2) a sedm bronzů (z toho čtyři ze závodů hlídek C2, dvě z hlídek K1 a jednu z individuálního závodu C2) a celkem pět cenných kovů z evropského šampionátu (zlato, stříbro a bronz C2 družstev, 2× bronz C2).
Na Letních olympijských hrách 2012 v Londýně získal v závodě C2 stříbrnou medaili, v závodě K1 skončil dvanáctý. Stříbrnou medaili v kategorii C2 obhájil v Riu 2016.